# 横手市立大雄小学校
横手市立大雄小学校（よこてしりつ たいゆうしょうがっこう）は、秋田県横手市大雄にある公立小学校。
現行の校舎は、統合前の田根森小学校校舎を利活用しているため、本項では横手市立田根森小学校（よこてしりつ たねもりしょうがっこう）についても解説する。

## 概要
大雄小学校は、田根森小学校・阿気小学校の統合によって2015年（平成27年）に開校した学校である。校舎は田根森小学校のものを増改築して再使用している。
田根森小学校は、1874年（明治7年）に平鹿郡田村にて開校した「七邑学校」を起源とし、2000年（平成12年）に田村小学校を統合するが、2015年に阿気小学校と統合して大雄小学校が新設された。閉校まで使用され、閉校後も大雄小学校として使用されている校舎は1993年（平成5年）に竣工している。

## 沿革

### 略歴
田根森小学校の起源となるのは、1874年6月7日に創立、8月20日に認可された「七邑（しちゆう）学校」であり、平鹿郡田村・八柏村・桜森村・根田谷地新田村・七日市村・清水町新田村・塚堀村の7村が連合して田村ノ内上田村（現・横手市大雄字上田村79番地）に開校した。また、同年11月1日には「田村学校（田邑学校）」が田村ノ内新町（現・横手市大雄字田村50番地）に開校、これが田村小学校の前身となる学校である。
七邑学校では、1875年12月には清水町分校を、1876年4月には八柏学校・塚堀分校を設置するが、1882年に分校はいずれも廃止となった。翌年である1877年4月には田根森小学校と改称、当時に田村学校と八柏学校を分教場化。後に八柏分教場は1886年に廃止され、田村分教場は1892年に尋常小学校として独立、1911年には再度田根森小学校の分教場となり、1954年になって田村小学校として独立した。
2000年3月31日に田村小学校は田根森小学校と統合のため閉校し、2000年4月1日に新生「田根森小学校」が開校した。閉校後の田村小校舎は「たいゆう保育園（市営）」として利活用され、2020年には民間譲渡、後に解体され隣接地に新園舎が竣工した。
2015年4月1日に田根森小学校・阿気小学校と統合し、新たに「大雄小学校」が発足、田根森小学校は閉校した。

### 年表
以下、注釈の無い項目は『大雄村史（2001年）』の情報によるもの。
- 1874年
  - 6月7日 - 田村ノ内上田村にて「七邑学校」が開校。
  - 11月1日 - 田村ノ内新村にて「田村学校」が開校。
- 1875年12月 - 清水町新田村にて「七邑学校清水町分校」を設置。
- 1876年4月 -  八柏村にて「八柏学校」が開校。また「七邑学校塚堀分校」を設置。
- 1882年3月 - 七邑学校の各分校を廃止。
- 1883年4月1日 - 七邑学校を「田根森小学校」と改称。田村学校・八柏学校を田根森小の分教場とする。
- 1886年
  - 3月 - 八柏分教場を廃止。田村分教場を田村分教室と改称。
  - 「田根森尋常小学校」と改称。
- 1889年4月 - 「田根森簡易小学校」と改称。
- 1892年4月 - 田村分教室を廃止し、田村尋常小学校を設置。
- 1902年5月19日 - 高等科を附設し、「田根森尋常高等小学校」と改称。
- 1911年
  - 5月6日 - 田村尋常小学校を再度分校化。
  - 8月2日 - 校歌（初代）を制定。
- 1912年5月29日 - 校舎を増築。
- 1926年12月8日 - 校舎を増築。
- 1941年4月1日 - 国民学校令により、「田根森国民学校」と改称。
- 1947年4月1日 - 学校教育法（現行法）により、「田根森村立田根森小学校」と改称。田根森中学校を附設。
- 1954年2月11日 - 校歌（2代目）を制定。
- 1964年
  - 9月2日 - 運動場を新設。
  - 11月25日 - 校舎改築工事が竣工（第二期）。
- 1967年8月10日 - プール竣工。
- 1993年
  - 4月30日 - 新校舎が竣工。
  - 12月6日 - 新プールが竣工。
- 2000年4月1日 - 田根森小学校と田村小学校が統合し、新生・田根森小学校が開校。
- 2015年
  - 4月1日 - 阿気小学校と統合し、「横手市立大雄小学校」として開校[1]。
  - 4月6日 - 始業式挙行[1]。
  - 4月8日 - 第1回入学式挙行[1]。
  - 4月25日 - 開校式典挙行[1]。
- 2016年3月16日 - 第1回卒業式挙行。
- 2024年
  - 4月 - 複数担任制の試験導入を開始[11]。市内では他に十文字中と醍醐小で実施[11]。
  - 6月27日 - グラウンド脇に花壇「たいゆうわくわくガーデン」を造成[12][13]。

## 校歌
大雄小学校校歌
- 作詞：森谷茂
- 作曲：大滝慎

田根森小学校校歌（2代目）
- 作詞：八木橋雄次郎
- 作曲：伊藤翁介

旧田根森小学校の校歌は2代あり、初代は1911年8月2日、2代目は1954年2月11日に制定された。初代の校歌は作詞作曲者不明。

## 通学区域
- 大雄の全域[16]

### 田根森小学校の通学区域
2014年時点の「横手市立小中学校通学区域に関する規則」によると、以下の通り。
- 阿気小学校の通学区域（大雄の字阿気・字江原・字中館合・字木戸口・字宮小路・字鶴巻田・字西館合・字山王・字木戸口下・字山王西・字小林・字東阿気・字六町東・字六町・字六町下・字藤巻・字藤巻中島・字土井尻・字剰水・字東四津屋・字南四津屋・字北四津屋・字西四津屋・字四津屋下・字剰水東・字樋脇・字三村・字三村東・字三村西・字石持・字石持前・字石持下・字大谷地・字大谷地西・字桜森東・字東桜森・字桜森・字西桜森・字三村北・字桜森前・字南阿気・字東中島・字西中島・字大慈寺谷地・字向田・字大慈寺東・字向田東・字赤沼・字大慈寺前・字阿久戸・字折橋西・字板橋堰添・字乗阿気・字乗阿気下・字大関・字中谷地・字小林西・字木戸口西・字藤巻西・字東館合・字島田・字樋掛・字平柳・字下田町・字田町・字下新処・字新処・字宮田中島・字宮田・字上樋掛）を除く大雄の全域

## 進学先中学校
- 横手市立横手明峰中学校 - 主な進学先[18]

## 関連文献
- 田村小学校閉校記念事業実行委員会『田むら野 大雄村立田村小学校閉校記念誌』大雄村、2000年。